# Смедеревска песничка јесен
Смедеревска песничка јесен је манифестација која се сваке јесени одржава у Смедереву. У оквиру ње додељују се награде:
- Златни кључ Смедерева (од 1986) за животно дело песника из целог света (до 1992. из подунавских земаља)
- Награда Златни кључић (од 1993) за поетско стваралаштво за децу
- Награда Златна струна (од 1970) за ауторе из Србије и Црне Горе (некада из Југославије)
- Смедеревски Орфеј
- Награда листа Наш глас
- Награда листа Смедеревска седмица
- Награда „Змај Огњени Вук” (од 2001. до 2012)
- Награда Мимо света (од 2002) за поп-рок поезију